# 리지의 사춘기
《리지의 사춘기》(Lizzie McGuire)는 미국의 디즈니 채널에서 방영된 청소년 시트콤이다. 힐러리 더프가 주연하였으며, 총 2개의 시즌과 65개의 에피소드로 이루어졌다.
첫 에피소드인 <Rumors>는 시리즈의 전개상 첫 번째 에피소드이나, 파일럿 에피소드는 아니다. 파일럿 에피소드는 전개상 4번째 에피소드인 <Pool Party>였다. 이 시트콤은 첫 번째 에피소드인 <Rumors>로 2001년 1월 12일 시작하여, 65번째 에피소드인 <Magic Train>이 방송됨으로써, 2004년 2월 14일 종영 되었다.
2004년에 극장판이 제작되었다. 대한민국에는 투니버스를 통해 65개의 에피소드 중 21개의 에피소드만 수입하여 방영되었다.